# Wayne McAllister

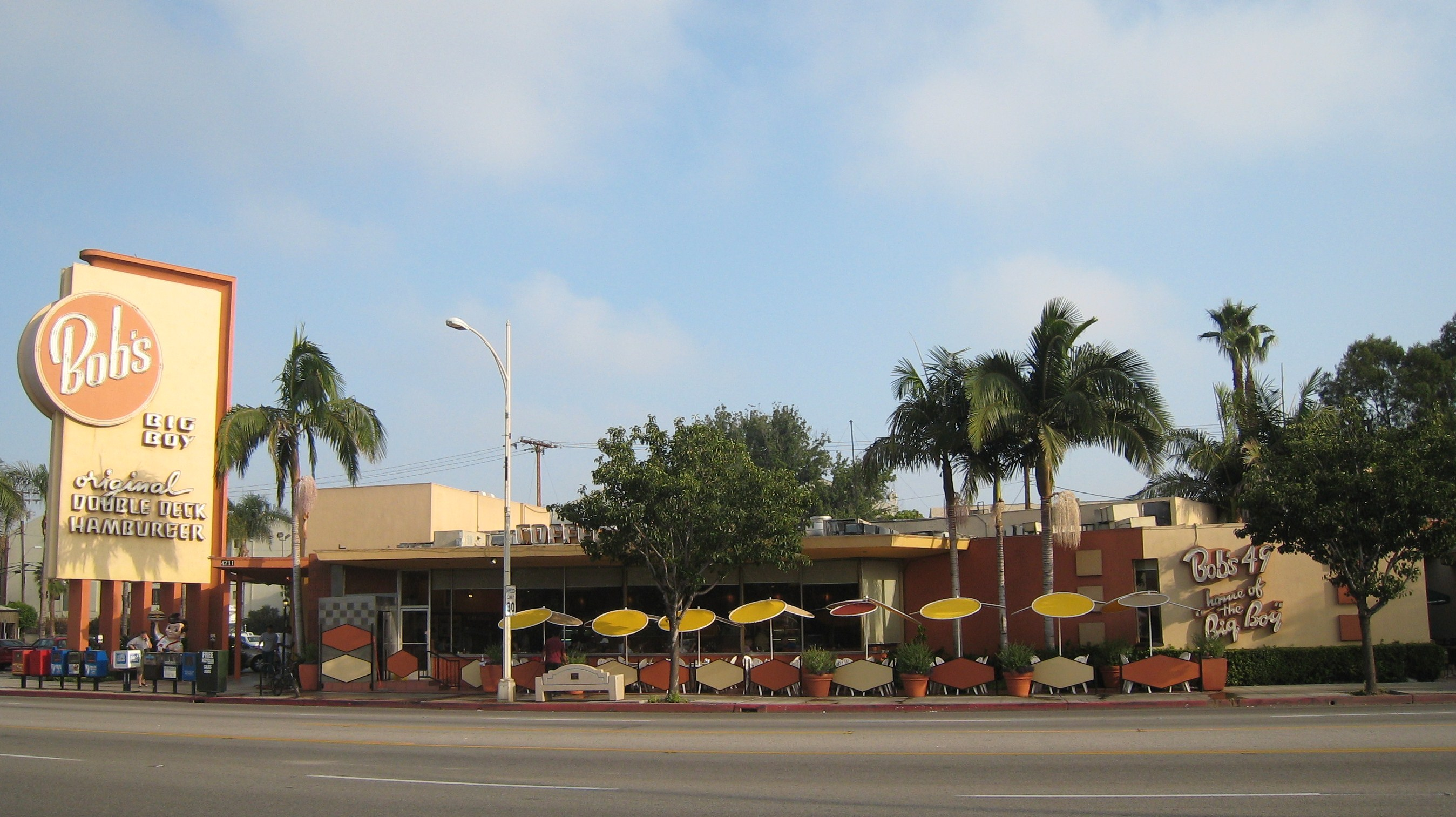
Restaurante Big Boy de Burbank, California. Diseñado por el arquitecto.

Wayne McAllister (1907-2000) fue un arquitecto angelino líder del estilo arquitectónico denominado Googie. McAllister elevó a otra categoría el concepto de los restaurantes Drive-In y los hoteles, gracias a su arte futurista inspirado en la era espacial pulp de alerones y superficies cromadas. Su primer proyecto fue el hotel Rancho Vegas en Las Vegas Nevada.
Su mayor comisión fue el Casino de Agua Caliente en 1928, el cual consistía en un casino, hotel y un hipódromo en Tijuana, México. McAllister diseñó restaurantes, hoteles y clubes nocturnos en diferentes ciudades de Estados Unidos. 
Hay un libro acerca de su trabajo, titulado "Las lecciones de Arquitectura de Wayne McAllister" (Gibbs Smith, Publisher 2007).
Sus proyectos más importantes son:
- Casino de Agua Caliente, Tijuana, México (1928).
- El Hotel Rancho Vegas, Las Vegas, Nevada (1941).
- Restaurante Big Boy, Burbank, California (1949).
- Hotel Desert Inn, Las Vegas, Nevada (1950).
- Hotel Sands, Las Vegas, Nevada (1952).
- Hotel y Casino Fremont, Las Vegas, Nevada (1956).